# Videografia de Xuxa
Esta é a videografia de Xuxa, uma apresentadora, cantora e atriz do Brasil. A cantora já lançou mais de duzentos videoclipes. No ano 2000, a série que começou com o Xuxa só para Baixinhos 1 transforma-se em um marco no mercado infantil brasileiro. Com doze edições, além de três DVDs com registros de shows e quatro opções de boxes com coleções, o audiovisual ocupa lugar cativo nas listas de DVDs mais vendidos do país, a série acumulou venda de nove milhões de cópias. Idealizadora e produtora do projeto, Xuxa foi precursora ao lançar o primeiro XSPB. A grande aposta deu certo, e os álbuns tornaram-se um grande sucesso, gerando lançamentos anuais, com temáticas variadas e participações especiais de convidados de renome na música nacional. O reconhecimento do público veio acompanhado da aprovação da crítica. Indicada ao Grammy Latino de melhor álbum infantil cinco vezes, Xuxa trouxe duas estátuas para casa.
Em maio de 2009, Xuxa deixou a Som Livre e assinou contrato com a Sony Music. A gravadora não mais estava disposta a custear o XSPB da forma como Xuxa esperava. Pela Sony Music, Xuxa lançou os volumes 9, 10, 11 e 12 da série XSPB. Foi pela Sony, inclusive que Xuxa teve editados seus primeiros trabalhos no formato Blu-ray, o que posteriormente foi seguido pela Som Livre em relação a algumas edições.
O álbum XSPB 11 lançado em 2011, foi seu primeiro DVD com tecnologia 3D, e custou US$ 1 milhão, tornando-se o álbum mais caro da história da gravadora até então. Seu último trabalho pela Sony foi com a décima segunda edição da série Só Para Baixinhos, Xuxa Só para Baixinhos 12: É pra Dançar, lançado em junho de 2013. Cinco anos se passaram e findo o contrato com a Sony, Xuxa voltou à Som Livre para uma nova parceria.
Durante seus mais de trinta anos de carreira, Xuxa ganhou 217 discos de ouro, 80 de platina, 35 de platina duplos, 18 de platina triplos, 11 discos de diamante e 5 discos de diamante duplo. Vendeu mais de 60 milhões de álbuns em todo o mundo, e levou mais de 37 milhões de pessoas para os cinemas brasileiros, sendo capa de quase 3 mil revistas. Ela ainda foi eleita por dois anos consecutivos - 1991 e 1992 - pela revista estadunidense Forbes como umas das personalidades mais bem pagas do ano, sendo a primeira latino-americana a entrar na lista, e apontada pela revista Veja como a artista mais rica do Brasil em 2002. Entrou quatro vezes na lista dos discos mais vendidos do Brasil de todos os tempos. Além disso, está entre as "50 mulheres que mais venderam discos na história da música", e a artista brasileira que mais vendeu álbuns no exterior. Também é reconhecida como a que mais vendeu álbuns pela gravadora Som Livre.

## Videoclipes

### Anos 80
| Ano  | Título                                                     | Diretor | Sinopse                                           | Ref.   |
| ---- | ---------------------------------------------------------- | ------- | ------------------------------------------------- | ------ |
| 1986 | "Doce Mel (Bom Estar com Você)"                            | Boninho |                                                   | [ 20 ] |
| 1986 | "Turma da Xuxa"                                            | Boninho |                                                   | [ 21 ] |
| 1987 | "Estrela-Guia (Natal)"                                     |         | Extraído do Xou da Xuxa Especial de Natal de 1987 |        |
| 1987 | "Natal da Xuxa"                                            |         | Extraído do Xou da Xuxa Especial de Natal de 1987 |        |
| 1988 | "Viver"                                                    |         | Extraído do VHS Xou da Xuxa 2                     |        |
| 1989 | "Remelexuxa"                                               |         | Extraído do Xou da Xuxa Especial de 3 Anos        |        |
| 1989 | "Arco-Íris"                                                |         | Extraído do Xuxa Especial de Natal de 1989        |        |
| 1989 | "Tindolelê"                                                |         | Extraído do Xuxa Especial de Natal de 1989        |        |
| 1989 | "Milagre da Vida"                                          |         | Extraído do Xuxa Especial de Natal de 1989        |        |
| 1989 | "Terra Prometida" (com part. de Amanda do Trem da Alegria) |         | Extraído do Xuxa Especial de Natal de 1989        |        |

### Anos 90
| Ano  | Título                                              | Diretor          | Sinopse | Ref.   |
| ---- | --------------------------------------------------- | ---------------- | --- | ------ |
| 1990 | "Pinel por Você"                                    |                  | Contém imagens da turnê Xuxa 5, e Xuxa cantando rodeada de crianças num parque florestal.                                       |        |
| 1990 | "Lua de Cristal" (versão 1)                         |                  | Extraído de Xuxa Especial de Natal                                                                                              |        |
| 1990 | "Boto Rosa"                                         |                  | Extraído de Xuxa Especial de Natal                                                                                              |        |
| 1990 | "Dança da Xuxa"                                     |                  | |        |
| 1990 | "Lua de Cristal" (versão 2)                         |                  | Extraído de Xuxa Especial de Natal, contém imagens da turnê Xuxa 5, do programa Xou da Xuxa, e de Xuxa catando em uma montanha. |        |
| 1991 | "Bom Dia" (versão 1)                                |                  | Extraído do VHS Xuxa - Momentos Especiais                                                                                       |        |
| 1991 | "Direito dos Baixinhos"                             |                  | Contém imagens do Xou da Xuxa Especial 5 Anos                                                                                   |        |
| 1991 | "Novo Planeta"                                      | Aloysio Legey    | Extraído do Xuxa Especial – Fábrica de Ilusões                                                                                  | [ 22 ] |
| 1991 | "Dança do Côco"                                     | Aloysio Legey    | Extraído do Xuxa Especial – Fábrica de Ilusões                                                                                  | [ 22 ] |
| 1991 | "Planeta Terra"                                     | Aloysio Legey    | Extraído do Xuxa Especial – Fábrica de Ilusões                                                                                  | [ 22 ] |
| 1991 | "Não Basta"                                         | Aloysio Legey    | Extraído do Xuxa Especial – Fábrica de Ilusões                                                                                  | [ 22 ] |
| 1991 | "Lua de Cristal" (versão 3)                         | Aloysio Legey    | Extraído do Xuxa Especial – Fábrica de Ilusões                                                                                  | [ 22 ] |
| 1991 | "Bom Dia" (versão 2)                                | Aloysio Legey    | Extraído do Xuxa Especial – Fábrica de Ilusões                                                                                  | [ 22 ] |
| 1992 | "Marquei um X" (versão 1)                           |                  | Extraído de Xou da Xuxa Especial Dia das Crianças                                                                               |        |
| 1992 | "Marquei um X" (versão 2)                           |                  | Extraído de Xou da Xuxa Especial Dia das Crianças                                                                               |        |
| 1992 | "A Vida é Uma Festa"                                | Paulo Netto      | Extraído de Xuxa Especial – Lar dos Idosos                                                                                      | [ 23 ] |
| 1992 | "Nosso Canto de Paz"                                | Paulo Netto      | Extraído de Xuxa Especial – Lar dos Idosos                                                                                      | [ 23 ] |
| 1992 | "A Pulga"                                           | Paulo Netto      | Extraído de Xuxa Especial – Lar dos Idosos                                                                                      | [ 23 ] |
| 1992 | "Baila, Baila"                                      | Paulo Netto      | Extraído de Xuxa Especial – Lar dos Idosos                                                                                      | [ 23 ] |
| 1992 | "América Geral"                                     | Paulo Netto      | Extraído de Xuxa Especial – Lar dos Idosos                                                                                      | [ 23 ] |
| 1993 | "Menino Deus"                                       |                  | Extraído de Xuxa Especial de Natal                                                                                              |        |
| 1993 | "Querer É Poder" (com José Augusto)                 |                  | Extraído de Xuxa Especial de Natal                                                                                              |        |
| 1993 | "Milagre da Vida" (versão 2)                        |                  | Extraído de Xuxa Especial de Natal                                                                                              |        |
| 1994 | "Pipoca"                                            |                  | |        |
| 1994 | "Jogo da Rima" (versão 1)                           |                  | Vídeo gravado em uma praia |        |
| 1994 | "Sexto Sentido" (versão 1)                          |                  | Xuxa canta com visual estilo anos 50/60, com uma banda, e aparece algumas externas.                                             |        |
| 1994 | "Dança da Bananeira"                                |                  | |        |
| 1994 | "Muito Prazer, Eu Existo"                           |                  | |        |
| 1994 | "Rir É o Melhor Remédio (Gargalhada)"               |                  | |        |
| 1994 | "Hey DJ"                                            | Marlene Mattos   | Extraído do especial natalino Xuxa Especial - Crer Pra Ver                                                                      | [ 24 ] |
| 1994 | "Jogo da Rima" (versão 2)                           | Marlene Mattos   | Extraído do especial natalino Xuxa Especial - Crer Pra Ver , foi gravado em um clube aquático                                   | [ 24 ] |
| 1994 | "Sexto Sentido" (versão 2)                          | Marlene Mattos   | Extraído do especial natalino Xuxa Especial - Crer Pra Ver , Xuxa aparece como uma fada                                         | [ 24 ] |
| 1995 | "Ilariê" (versão 2)                                 |                  | Vídeo ao vivo, extraído da turnê Sexto Sentido                                                                                  |        |
| 1995 | "Brasileira"                                        |                  | |        |
| 1995 | "Xuxa Hit's"                                        |                  | |        |
| 1995 | "Pra Que Fumar"                                     |                  | |        |
| 1995 | "Salada Mixta"                                      | Marlene Mattos   | Extraído do especial natalino Xuxa Especial – Deu a Louca na Fantasia                                                           | [ 25 ] |
| 1995 | "Como o Sábio Diz"                                  | Marlene Mattos   | Extraído do especial natalino Xuxa Especial – Deu a Louca na Fantasia                                                           | [ 25 ] |
| 1995 | "Ritmos"                                            | Marlene Mattos   | Extraído do especial natalino Xuxa Especial – Deu a Louca na Fantasia                                                           | [ 25 ] |
| 1995 | "Luz no Meu Caminho (A Terra)"                      | Marlene Mattos   | Extraído do especial natalino Xuxa Especial – Deu a Louca na Fantasia                                                           | [ 25 ] |
| 1995 | "Crer Pra Ver" (com Aline Barros)                   | Marlene Mattos   | Extraído do especial natalino Xuxa Especial – Deu a Louca na Fantasia                                                           | [ 25 ] |
| 1995 | "Pai Nosso"                                         | Marlene Mattos   | Extraído do especial natalino Xuxa Especial – Deu a Louca na Fantasia                                                           | [ 25 ] |
| 1996 | "Tô de Bem com a Vida"                              |                  | |        |
| 1996 | "Xuxaxé"                                            |                  | |        |
| 1996 | "Brincar de Rimar"                                  |                  | |        |
| 1996 | "Ai, Ai, Ai"                                        |                  | |        |
| 1996 | "Lá Vai a Loura"                                    |                  | |        |
| 1996 | "A Chuva"                                           |                  | |        |
| 1996 | "Amiga"                                             |                  | Xuxa canta no jardim de sua casa, e em uma sala, junto a um piano.                                                              |        |
| 1996 | "Príncipe Encantado"                                | Ignácio Coqueiro | Extraído do especial Xuxa 10 Anos                                                                                               | [ 26 ] |
| 1996 | "Turma da Xuxa" (versão 2)                          | Ignácio Coqueiro | Extraído do especial Xuxa 10 Anos                                                                                               | [ 26 ] |
| 1996 | "O Circo"                                           | Ignácio Coqueiro | Extraído do especial Xuxa 10 Anos                                                                                               | [ 26 ] |
| 1996 | "Milagre da Vida" (versão 3)                        | Ignácio Coqueiro | Extraído do especial Xuxa 10 Anos                                                                                               | [ 26 ] |
| 1996 | "Milagre da Vida" (versão 3)                        | Ignácio Coqueiro | Extraído do especial Xuxa 10 Anos                                                                                               | [ 26 ] |
| 1996 | "Lua de Cristal" (versão 4)                         | Ignácio Coqueiro | Extraído do especial Xuxa 10 Anos                                                                                               | [ 26 ] |
| 1996 | "Dança da Xuxa" (versão 2)                          | Ignácio Coqueiro | Extraído do especial Xuxa 10 Anos, feito com imagens do Xou da Xuxa                                                             | [ 26 ] |
| 1997 | "Xuxa Lelê"                                         |                  | |        |
| 1997 | "Serenata do Grilo"                                 |                  | |        |
| 1997 | "Meu Xamego"                                        |                  | |        |
| 1997 | "Boas Notícias"                                     |                  | |        |
| 1997 | "Amarelinha (Pulando, Pulando)"                     |                  | |        |
| 1997 | "Oração de Um Novo Milênio"                         |                  | |        |
| 1997 | "Celeiro do Mundo"                                  | Marlene Mattos   | Extraído do especial natalino Xuxa Meneghel em Luz da Paz                                                                       | [ 27 ] |
| 1998 | "Adoleta"                                           | Marlene Mattos   | Extraído do especial natalino Xuxa Meneghel em Uma Carta para Deus                                                              | [ 28 ] |
| 1998 | "Estrela Cadente"                                   | Marlene Mattos   | Extraído do especial natalino Xuxa Meneghel em Uma Carta para Deus                                                              | [ 28 ] |
| 1998 | "Hora do Banho (Chuá. Chuá)"                        | Marlene Mattos   | Extraído do especial natalino Xuxa Meneghel em Uma Carta para Deus                                                              | [ 28 ] |
| 1998 | "Abre o Coração" (com part. de Daniel e Fat Family) | Marlene Mattos   | Extraído do especial natalino Xuxa Meneghel em Uma Carta para Deus                                                              | [ 28 ] |

## Álbuns de vídeo

### Vídeos de turnês
| Título                | Informações                                                                | Posição       | Posição     | Vendas  | Certificações |
| Título                | Informações                                                                | BRA (Semanal) | BRA (Anual) | Vendas  | Certificações |
| --------------------- | -------------------------------------------------------------------------- | ------------- | ----------- | ------- | ------------- |
| Sexto Sentido - O Xou | - Lançamento: maio de 1996 - Gravadora: Globo Vídeo - Formato: VHS         | —             | —           | 250.000 | —             |
| Xuxa - O Show Ao Vivo | - Lançamento: janeiro de 2006 - Gravadora: Som Livre - Formato:: DVD e VHS | —             | —           | 235.000 | PMB: Platina  |
| Xuxa Festa - Ao Vivo  | - Lançamento: junho de 2008 - Gravadora: Som Livre - Formato: DVD          | —             | —           | 42.500  | —             |
| Show de Natal da Xuxa | - Lançamento: novembro de 2012 - Gravadora: Som Livre - Formato: DVD       | —             | —           | 15.000  | —             |

### Xuxa Só para Baixinhos
| Título                                  | Informações                                                                                  | Posição       | Posição     | Vendas        | Certificações                       |
| Título                                  | Informações                                                                                  | BRA (Semanal) | BRA (Anual) | Vendas        | Certificações                       |
| --------------------------------------- | -------------------------------------------------------------------------------------------- | ------------- | ----------- | ------------- | ----------------------------------- |
| Xuxa Só para Baixinhos                  | - Lançamento: 5 de outubro de 2000 - Gravadora: Som Livre - Formato: DVD, VHS e CD           | —             | —           | - : 500.000   | : PMB: Platina : PMB: Ouro (DVD)    |
| Xuxa Só para Baixinhos 2                | - Lançamento: 5 de Setembro de 2001 - Gravadora: Som Livre - Formato: DVD, VHS e CD          | —             | 2           | - : 750.000   | : PMB: 2× Platina : PMB: Ouro (DVD) |
| Xuxa Só para Baixinhos 3                | - Lançamento: 31 de agosto de 2002 - Gravadora: Som Livre - Formato: DVD, VHS e CD           | —             | 1           | - : 1.000.000 | : PMB: Ouro (CD)2x Platina (kit)    |
| Xuxa Só para Baixinhos 4                | - Lançamento: 25 de julho de 2003 - Gravadora: Som Livre - Formato: DVD, VHS e CD            | —             | 3           | —             | 2x Platina (DVD)                    |
| Circo                                   | - Lançamento: 26 de setembro de 2004 - Gravadora: Som Livre - Formato: DVD, VHS e CD         | —             | 5           | —             | PMB: 2x Platina (CD) Diamante (DVD) |
| Xuxa Solamente para Bajitos             | - Lançamento: 12 de fevereiro de 2005 - Gravadora: Sony Music - Formato: DVD, VHS e CD       | —             | —           | - : 200.000   | Platina                             |
| Xuxa Festa                              | - Lançamento: 9 de dezembro de 2005 - Gravadora: Som Livre - Formato: Blu-ray, DVD, VHS e CD | —             | 3           | —             | : PMB: Diamante (DVD)               |
| Xuxa Só para Baixinhos 7                | - Lançamento: 7 de julho de 2007 - Gravadora: Som Livre - Formato: Blu-ray, DVD e CD         | —             | 8           | —             | : PMB: Platina (DVD)                |
| XSPB 8                                  | - Lançamento: 13 de setembro de 2008 - Gravadora: Som Livre - Formato: Blu-ray, DVD e CD     | —             | 7           | - : 370.000   | 2x Platina (DVD)                    |
| Natal Mágico                            | - Lançamento: 5 de outubro de 2009 - Gravadora: Sony Music - Formato: Blu-ray, DVD e CD      | 10            | —           | - : 100.000   | PMB: Ouro (DVD) Platina (DVD)       |
| XSPB 10: Baixinhos, Bichinhos e +       | - Lançamento: 29 de agosto de 2010 - Gravadora: Sony Music - Formato: Blu-ray, DVD e CD      | —             | 4           | - : 100.000   | : PMB: 3× Platina (DVD)             |
| XSPB 11                                 | - Lançamento: 18 de setembro de 2011 - Gravadora: Sony Music - Formato: Blu-ray, DVD e CD    | —             | 9           | - : 150.000   | : PMB: 3× Platina (DVD)             |
| Xuxa Só para Baixinhos 12: É pra Dançar | - Lançamento: 29 de junho de 2013 - Gravadora: Sony Music - Formato: Blu-ray, DVD e CD       | —             | 9           | - : 50.000    | Platina (DVD)                       |
| ABC do XSPB                             | - Lançamento: 16 de dezembro de 2016 - Gravadora: Som Livre - Formato: DVD e CD              | 1             | —           | —             | —                                   |

### Vídeos de compilação
| Título                              | Informações                                                          | Posição       | Posição     | Vendas  | Certificações |
| Título                              | Informações                                                          | BRA (Semanal) | BRA (Anual) | Vendas  | Certificações |
| ----------------------------------- | -------------------------------------------------------------------- | ------------- | ----------- | ------- | ------------- |
| Xou da Xuxa - O Videocaxete da Xuxa | - Lançamento: 1987 - Gravadora: Globo Vídeo - Formato: VHS           | —             | —           | —       | —             |
| Xou da Xuxa 2                       | - Lançamento: 1990 - Gravadora: Globo Vídeo - Formato: VHS           | —             | —           | 200.000 | —             |
| Xuxa - Momentos Especiais           | - Lançamento: 1992 - Gravadora: Globo Vídeo - Formato: VHS           | —             | —           | —       | —             |
| Era Uma Vez e Clipes da Xuxa        | - Lançamento: 2006 - Gravadora: Som Livre - Formato: DVD             | —             | —           | 50.000  | —             |
| Xuxa 20 Anos                        | - Lançamento: 2006 - Gravadora: Som Livre - Formato: DVD             | —             | —           | 75.000  | —             |
| Era Uma Vez Vol. 2                  | - Lançamento: dezembro de 2014 - Gravadora: Som Livre - Formato: DVD | —             | —           | 25.000  | —             |

### Box sets
| Título                      | Informações                                                       | Notas                                                    | Posição       | Posição     | Vendas  | Certificações |
| Título                      | Informações                                                       | Notas                                                    | BRA (Semanal) | BRA (Anual) | Vendas  | Certificações |
| --------------------------- | ----------------------------------------------------------------- | -------------------------------------------------------- | ------------- | ----------- | ------- | ------------- |
| Xuxa Só para Baixinhos 1-4  | - Lançamento: março de 2009 - Gravadora: Som Livre - Formato: DVD | - Contém as edições de 1 a 4 de Xuxa Só para Baixinhos.  | —             | 17          | —       | —             |
| Xuxa Só para Baixinhos 1-8  | - Lançamento: março de 2009 - Gravadora: Som Livre - Formato: DVD | - Contém as edições de 1 a 8 de Xuxa Só para Baixinhos.  | —             | 1           | 370.000 | —             |
| Só para Baixinhos 1-11      | - Lançamento: 2012 - Gravadora: Som Livre - Formato: DVD          | - Contém as edições de 1 a 11 de Xuxa Só para Baixinhos. | 1             | 4           | —       | —             |
| Xuxa Só para Baixinhos 1-12 | - Lançamento: 2014 - Gravadora: Som Livre - Formato: DVD          | - Contém as edições de 1 a 12 de Xuxa Só para Baixinhos. | 4             | 15          | —       | —             |

## Filmografia

### Filmes
| Ano  | Título                                      | Personagem                      | Ref.   |
| ---- | ------------------------------------------- | ------------------------------- | ------ |
| 1982 | Amor Estranho Amor                          | Tamara                          |        |
| 1983 | Fuscão Preto                                | Diana                           |        |
| 1983 | O Trapalhão na Arca de Noé                  | Guardiã Lira                    |        |
| 1984 | Os Trapalhões e o Mágico de Oróz            | Aninha                          |        |
| 1985 | Os Trapalhões no Reino da Fantasia          | Irmã Maria                      |        |
| 1988 | Super Xuxa Contra Baixo Astral              | Super Xuxa                      |        |
| 1989 | A Princesa Xuxa e os Trapalhões             | Princesa Xaron                  |        |
| 1990 | Lua de Cristal                              | Maria da Graça                  |        |
| 1990 | O Mistério de Robin Hood                    | Tatiana / Moleque               | [ 43 ] |
| 1991 | Gaúcho Negro                                | Narradora                       |        |
| 1998 | O Livro da Selva: A História de Mowgli      | Baghera (Voz)                   |        |
| 1999 | Xuxa Requebra                               | Nena                            |        |
| 2000 | Xuxa Popstar                                | Nick Yoner                      |        |
| 2001 | Xuxa e os Duendes                           | Kira / Duende de Luz            |        |
| 2002 | Xuxa e os Duendes 2: No Caminho das Fadas   | Kira / Duende de Luz            |        |
| 2003 | Xuxa Abracadabra                            | Sofia                           |        |
| 2004 | Xuxa e o Tesouro da Cidade Perdida          | Bárbara / Deusa Blomma          |        |
| 2005 | Xuxinha e Guto Contra os Monstros do Espaço | Ela mesma / Narradora           |        |
| 2006 | Xuxa Gêmeas                                 | Mel Montiel / Margareth Dourado |        |
| 2006 | Xuxa Gêmeas                                 | Elizabeth Dourado               |        |
| 2007 | Xuxa em Sonho de Menina                     | Érica Cristina (Kika)           |        |
| 2009 | Xuxa em O Mistério de Feiurinha             | Cinderela                       |        |
| 2016 | Porta dos Fundos: Contrato Vitalício        | Ela mesma                       |        |
| 2022 | Hebe, Um Brinde à Vida                      | Ela mesma                       |        |
| 2023 | Uma Fada Veio Me Visitar                    | Tatu                            |        |
| 2024 | Vidente por Acidente                        | Ela mesma                       |        |
| 2024 | Mallandro, o Errado Que Deu Certo           | Anjo                            |        |

### Televisão /Streaming
| Ano       | Título                                  | Emissora               | Função / Personagem                          | Nota(s)                                  |
| --------- | --------------------------------------- | ---------------------- | -------------------------------------------- | ---------------------------------------- |
| 1982      | Elas por Elas                           | TV Globo               | Ieda                                         | Episódio: "12 de setembro"               |
| 1983–86   | Clube da Criança                        | Rede Manchete          | Apresentadora                                |                                          |
| 1985      | Xuxa e Seus Amigos                      | Rede Manchete          | Apresentadora                                | Especial de Natal                        |
| 1986–92   | Xou da Xuxa                             | TV Globo               | Apresentadora                                |                                          |
| 1986–2025 | Criança Esperança                       | TV Globo               | Apresentadora / convidada                    | Não participou em todos os anos          |
| 1988      | Chico Anysio Show                       | TV Globo               | Escadinha Rolante                            | Episódio: "25 de setembro"               |
| 1988      | Grupo Escolacho                         | TV Globo               | Professora Lindona                           | Especial de Fim de Ano                   |
| 1989      | Bobeou Dançou                           | TV Globo               | Apresentadora                                |                                          |
| 1989      | Os Trapalhões                           | TV Globo               | Moleque Tunico                               | Episódio: "19 de junho"                  |
| 1989      | Xuxa Especial de Natal                  | TV Globo               | Apresentadora                                | Especial de Fim de Ano                   |
| 1991      | Xuper Star                              | TV Globo               | Vários Personagens                           |                                          |
| 1991      | Paradão da Xuxa Especial                | TV Globo               | Apresentadora                                | Especial de Fim de Ano                   |
| 1991      | Xuxa Especial – Fábrica de Ilusões      | TV Globo               | Apresentadora                                | Especial de Fim de Ano                   |
| 1991–92   | El Show de Xuxa                         | Telefe                 | Apresentadora                                | [ 45 ]                                   |
| 1993      | El Show de Xuxa                         | Canal 13               | Apresentadora                                | [ 45 ]                                   |
| 1992      | Paradão da Xuxa                         | TV Globo               | Apresentadora                                |                                          |
| 1992      | Xuxa Park (Espanha)                     | Tele 5                 | Apresentadora                                |                                          |
| 1993      | Xuxa                                    | TV Globo               | Apresentadora                                |                                          |
| 1993      | Xuxa (Estados Unidos)                   | Várias emissoras       | Apresentadora                                | [ 46 ]                                   |
| 1994–01   | Xuxa Park                               | TV Globo               | Apresentadora                                |                                          |
| 1994      | Xuxa Especial – Crer para Ver           | TV Globo               | Apresentadora                                | Especial de Fim de Ano                   |
| 1995      | Xuxa Hits                               | TV Globo               | Apresentadora                                |                                          |
| 1995      | Xuxa Especial – Deu a Louca na Fantasia | TV Globo               | Xuxa                                         | Especial de Fim de Ano                   |
| 1996      | Xuxa Especial 10 Anos                   | TV Globo               | Apresentadora                                |                                          |
| 1996      | Xuxa Especial – O Direito de Ser Feliz  | TV Globo               | Apresentadora                                | Especial Dia das Crianças                |
| 1996      | Xuxa Especial – Natal sem Noel          | TV Globo               | Apresentadora                                | Especial de Fim de Ano                   |
| 1997–02   | Planeta Xuxa                            | TV Globo               | Apresentadora                                |                                          |
| 1997      | Xuxa Especial – A Festa dos Brinquedos  | TV Globo               | Apresentadora                                | Especial Dia das Crianças                |
| 1997      | Xuxa Especial – Luz da Paz              | TV Globo               | Apresentadora                                | Especial de Fim de Ano                   |
| 1999      | Zorra Total                             | TV Globo               | Apresentadora                                | Episódio: "25 de março"                  |
| 2000      | TV 50 Anos                              | TV Globo               | Ela mesma                                    | Especial                                 |
| 2002–04   | Xuxa no Mundo da Imaginação             | TV Globo               | Apresentadora                                |                                          |
| 2002–03   | Natal no Mundo da Imaginação            | TV Globo               | Apresentadora                                | Especial de Fim de Ano                   |
| 2004–07   | Xuxa Especial de Natal                  | TV Globo               | Apresentadora                                | Especial de Fim de Ano                   |
| 2005–14   | TV Xuxa                                 | TV Globo               | Apresentadora                                |                                          |
| 2006      | Xuxa Especial 20 Anos                   | TV Globo               | Apresentadora                                |                                          |
| 2006      | Sob Nova Direção                        | TV Globo               | Ela mesma                                    | Episódio: "Presença de Paquita"          |
| 2007–08   | Conexão Xuxa                            | TV Globo               | Apresentadora                                |                                          |
| 2008      | Xuxa e as Noviças                       | TV Globo               | Irmã Maria da Graça                          | Especial de Fim de Ano                   |
| 2009      | Natal de Luz da Xuxa                    | TV Globo               | Maestrina Maria / Prefeita Natália Natalinda | Especial de Fim de Ano                   |
| 2010      | Xuxa Especial de Natal                  | TV Globo               | Apresentadora                                | Especial de Fim de Ano                   |
| 2011      | Mundo da Xuxa                           | TV Globo Internacional | Apresentadora                                |                                          |
| 2012      | As Brasileiras                          | TV Globo               | Rita                                         | Episódio: "A Fofoqueira de Porto Alegre" |
| 2013      | Guerra dos Sexos                        | TV Globo               | Teresinha Romano                             | Episódio: "26 de abril"                  |
| 2014      | Natal Mágico da Xuxa                    | TV Globo               | Apresentadora                                | Especial de Fim de Ano                   |
| 2015–16   | Xuxa Meneghel                           | Record                 | Apresentadora                                |                                          |
| 2016      | Xuxa Meneghel Especial                  | Record                 | Apresentadora                                | Especial de Fim de Ano                   |
| 2017–19   | Dancing Brasil                          | Record                 | Apresentadora                                |                                          |
| 2017      | Dancing Brasil Especial                 | Record                 | Apresentadora                                | Especial de Fim de Ano                   |
| 2018      | Dancing Brasil Júnior                   | Record                 | Apresentadora                                | Especial de Fim de Ano                   |
| 2019      | Geração Xuxa                            | PlayPlus               | Apresentadora                                |                                          |
| 2019–20   | The Four Brasil                         | Record                 | Apresentadora                                |                                          |
| 2020      | Canta Comigo All Stars                  | Record                 | Apresentadora                                | Especial de Fim de Ano                   |
| 2021      | Show dos Famosos                        | TV Globo               | Jurada convidada                             | Episódio: "31 de agosto"                 |
| 2022      | The Masked Singer Brasil                | TV Globo               | Jurada convidada                             | Temporada 2                              |
| 2023      | Xuxa, o Documentário                    | Globoplay              | Ela mesma                                    |                                          |
| 2023      | Angélica: 50 e Tanto                    | GNT                    | Ela mesma                                    | Episódio: "Tempo"                        |
| 2023      | Caravana das Drags                      | Prime Video            | Apresentadora                                |                                          |
| 2024      | Sullivan & Massadas: Retratos e Canções | Globoplay              | Ela mesma                                    |                                          |
| 2024      | Vai que Cola                            | Multishow              | Ela mesma                                    | Episódio: "O Penúltimo Voo da Nave"      |
| 2024      | Domingão com Huck                       | TV Globo               | Ela mesma                                    | Quadro "Batalha do Lip Sync"             |
| 2024      | Teleton                                 | SBT                    | Ela mesma                                    | 09 de novembro de 2024                   |
| 2025      | Fantástico                              | TV Globo               | Apresentadora                                | Quadro "Deu Petch"                       |
| 2025      | Tarã                                    | Disney+                | Ylla                                         |                                          |

### Internet
| Ano       | Título            | Papel         | Notas                                                         | Ref. |
| --------- | ----------------- | ------------- | ------------------------------------------------------------- | ---- |
| 2016      | Porta dos Fundos  | Ela mesma     | Episódio: "Xuxa Meneghel" Episódio: "Não Acredito"            |      |
| 2016–2018 | Canal X           | Apresentadora |                                                               |      |
| 2025      | Cartas do Orgulho | Apresentadora | Ação em colaboração com o Globoplay na rede social Instagram. |      |

### Box sets
| Título                                        | Informações                                                                   | Notas                                                                                                |
| --------------------------------------------- | ----------------------------------------------------------------------------- | --- |
| Lua de Cristal/Super Xuxa contra Baixo Astral | - Lançamento: 30 de novembro de 2017 - Gravadora: ‎Bretz Filmes - Formato: DVD | - Box set contendo o relançamento em DVD dos filmes Lua de Cristal e Super Xuxa contra Baixo Astral. |